# Chyliczki (Piaseczno)
Chyliczki – część miasta Piaseczna (SIMC 0921444), w województwie mazowieckim, w powiecie piaseczyńskim, w gminie Piaseczno.
Leży nad Jeziorką, we wschodniej części miasta, przy granicy ze wsią Chyliczki, z którą jest skomunikowana ulicą Zenona Miriama Przesmyckiego. Południową granicę Chyliczek piaseczyńskich wyznacza ulica Chyliczkowska, która prowadzi przez wsie Chylice-Pólko i Chylice na terenie gminy Piaseczno do dzielnic Chylice i Cegielnia-Chylice, należących do Konstancina-Jeziorny.